# 劉兆玄
劉兆玄，筆名上官鼎（1943年5月10日—），中華民國政治人物、化學學者、文學作家，湖南衡陽人，生於四川省成都縣，畢業於加拿大多倫多大學化學博士，曾任行政院院長、國立清華大學校長、東吳大學校長、李國鼎基金會董事長、國政基金會副董事長、中華文化總會會長、交通部長、行政院國科會主委、行政院副院長、行政院消保會主委、行政院教改小組召集人、國立清華大學理學院院長，現任中華文化永續發展基金會董事長、兩岸企業家峰會理事長及中華教育文化基金會董事長，父親為已故中華民國空軍二級上將劉國運。
2008年中國國民黨重返執政後，劉兆玄獲總統當選人馬英九邀請，擔任行政院院長組閣。翌年9月10日因八八水災所引發的政治風波而率領內閣總辭。2010年至2016年底接任國家文化總會（後更名為中華文化總會）會長，為首位非總統兼任的專任會長。2015年底創立中華文化永續發展基金會，擔任董事長。2021年繼蕭萬長接任兩岸企業家峰會理事長。2022年接任中華教育文化基金會董事長。

## 經歷

### 早年時期
劉兆玄年輕時醉迷於武俠小說，高中與大學時期與哥哥劉兆藜、弟弟劉兆凱共同以「上官鼎」的筆名從事武俠小說的寫作，以劉兆玄為主要執筆者。據稱，所賺稿費甚至足以供應三位作者日後出國深造。

### 學術界時期
畢業於師大附中、臺灣大學化學系，後赴加拿大深造，在雪布克大學獲得碩士學位並在多倫多大學取得化學博士學位，回國任教於國立清華大學，日後更在清華一路升任理學院院長、校長等職務，在六年校長任內，清華大學學術地位顯著提升，由原本理、工為主的大學發展成兼具生命科學及人文社會科學的全面大學。1979年時被政府任命，進入行政院國家科學委員會工作，開始政府官員與學界交替的生涯。
獨立台灣會案
獨台會案是台灣最後一起「叛亂案」，發生在一九九一年的國立清華大學。歷史所學生廖偉程曾拜訪臺灣獨立運動推動者史明，並在校內籌組《台灣人四百年史》讀書會，檢調竟於清晨五點闖進校園宿舍將他帶走，並依《懲治叛亂條例》起訴，求處「唯一死刑」。劉兆玄身為當時清華大學的官派校長抗議法務部調查局進入校園逮捕學生的強硬作風，凸顯出他崇尚自由、不畏權勢的風格。

### 學者從政
交通部長任內
1993年時以國立清華大學校長身份出任交通部部長，由於離任交通部長簡又新在任內爆發十八標弊案，使交通部的形象繼前任交通部長張建邦的華隆案後，再次受到嚴重打擊，身為學者的他被連戰委以重任。時與同為臺灣人並擔任法務部長的馬英九並稱，劉馬兩人更一直維持著君子之交。由於學者嚴謹不阿的性格，任內多起工程與財團對立，任內完成電信三法修法，成功推動電信自由化，引進美國最大的空運物流UPS及聯邦快遞來台營運，宣布高雄港境外轄運（貨船），這些重要政策的落實為亞太營運中心的國策奠基。不過，此後台灣兩岸政策轉向戒急用忍，電信自由化惠及國內，其他兩項政策就成效減少了。國民黨贏得1996年總統選舉後，在立法院只是僅僅過半，有不少民代要求不容易妥協的他與「查黑」過度的馬英九下台。最後連戰內閣大改組時，與馬同時離開部長的行列，劉轉任學術性較強的國科會任主委，馬轉任政務委員。
行政院副院長任內
1997年，蕭萬長組閣時出任行政院副院長，兼任台灣經濟永續發展會議召集人，起草台灣21世紀議程國家永續發展願景與策略綱領（Taiwan Agenda 21）。1999年9月21日凌晨，台灣中部發生7.3級的921大地震，為台灣百年芮氏規模最大的淺層地震，造成死亡2,400多人，建築損毀10萬幢以上，經濟損失超過新台幣3,600億元。時任副院長的劉兆玄擔任救災執行長，坐鎮台中近三個月，迅速設立大量組合屋，完成搶救、學童復學及災民安置，並成立重建委員會，通過了災害防救法草案，獲李登輝總統頒一等景星勳章。

### 2000年後
2000年總統選舉中國國民黨失利後，劉也辭去行政院副院長一職，並出任國民黨主席連戰的文膽。劉兆玄曾多次力勸國民黨大幅度的改革調整，包括訂定排黑條款，將不符合資格的國民黨公職人員開除黨籍、將黨產全數信託處理、大幅精簡人事、招納青年人加入國民黨、黨員直選黨主席、黨內全面民主化等等主張，強調國民黨必須大破才能重生。然其主張對國民黨的衝擊過大，黨內眾多派系勢力反彈，連戰任內未能成功改革，2004年總統選舉國民黨也未能贏回執政權。

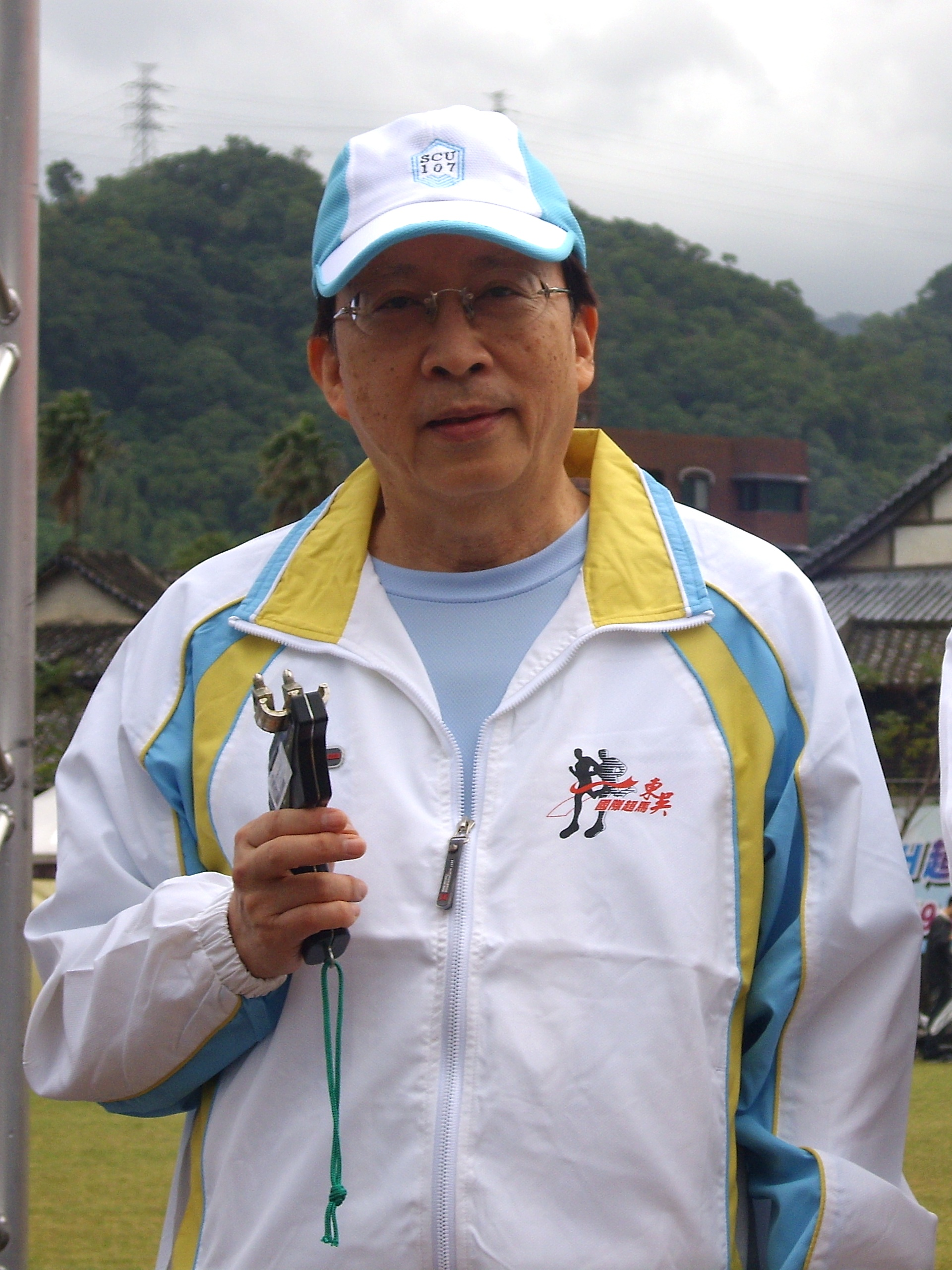
時任東吳大學校長劉兆玄（攝於2007年）

2004年8月，出任東吳大學校長，重回學術界工作，將東吳大學定位為傑出教學之大學。2006年，東吳大學在教育部第一屆獎勵大學教學卓越計畫評比中獲全國第一名。

### 行政院長任內
劉內閣上任及油電能源政策
2008年3月，中國國民黨勝出總統選舉。劉兆玄接受總統當選人馬英九的組閣邀請，媒體盛傳他將出任行政院長，儘管他初時否認，漸漸演變為默認，4月10日，劉兆玄親口證實，將接任行政院長。5月20日出任行政院長，並卸下東吳大學校長職務，由副校長馬君梅暫代。雖然在5月30日第一次到立法院施政報告時即因油電雙漲政策而迫道歉，劉兆玄也發出了「以道歉開頭，將以掌聲結束」這句名言。
毒奶食安及金融危機
在就職後不久，遭到中國出產的乳製品含有三聚氰胺引發的中國毒奶事件以及經濟情勢的惡化影響，除導致衛生署長林芳郁於9月26日下台負責，更引發民進黨、台灣團結聯盟等台灣本土派勢力舉辦1025反黑心顧台灣大遊行，數十萬人上街頭抗議。最後使得劉兆玄內閣的支持率在2008年11月僅剩34 ％（由《聯合報》進行的民意調查）。但諷刺的是，僅在林芳郁下台後一周內，他所提出的三聚氰胺容許值2.5 ppm 已為歐盟等國際認可，成為世界公認的容許值。
劉內閣任內，美國雷曼兄弟惡性倒閉引起的全球金融風暴對以出口為導向的台灣經濟衝擊尤其嚴重，國內銀行甚至出現了將要爆發擠兌的情形。但在劉兆玄立即公開宣布所有銀行存款政府全保後，恐慌氛圍迅速穩定了下來。 為振興經濟，劉內閣也推動了一連串的政策，包括推動兩岸財經法規鬆綁、實現兩岸三通，推動「兩岸經濟合作架構協議」（ECFA），開辦勞保及國民年金，降低個人所得稅，三挺政策（政府挺銀行、銀行挺企業、企業挺員工），及輔導企業轉型並發展下世代領導產業為目的六大新興產業：綠能、生技、文創、醫療、精農、觀光，並於2009年一月發放消費券以振興國內消費信心。這些政策的效果在2009年下半年慢慢展現出來，股市也開始回溫。
八八水災
2009年8月8日，中度颱風莫拉克襲捲台灣，山區遭驚人雨量引發的土石流摧毀多處地區民宅，死亡及失蹤人數難以統計，而平地淹水更使農、漁、畜產業損失預估超出二百億新台幣，此即為台灣史上近五十年來最大規模的天災八八水災。然而劉兆玄內閣中出現延誤救災、且許多閣員失言行為的爭議。而劉兆玄本人也被國策顧問林火旺於8月17日在TVBS政論節目指稱，劉兆玄於8月8日去染髮；國民黨籍立法委員邱毅於8月19日在TVBS政論節目指稱，劉兆玄於8月8日返回新竹歡度父親節。對此行政院發言人蘇俊賓表示，劉揆雖未留在台北官邸，返回新竹家中過夜，但是隔天依行程南下並未影響救災，該批判模糊了焦點。儘管8月8日有數百人遭土石活埋，數萬人家園毀損受害，但是當晚災情外界一無所知（小林村滅村的訊息8月10日才確知）。整個救災行動中出動了50萬人次，4,800餘架次飛機，除了土石流滅村毀於一瞬間，八八風災中並無民眾因援救延誤而喪生，罹難人數皆為救災公務人員。一個月後，6,000多名災民安置完畢，重建（永久屋）計畫已經啟動，鴻海集團同意承擔62公頃的有機農場計畫（永齡有機農業專區），協助災民就業。
內閣總辭
2009年9月7日，隨著八八水災引發的政治風波越演越烈。劉兆玄親自在行政院召開記者會，宣布鑒於初步重建任務已告一段落，為負起八八水災所衍生的政治責任（事件累計死亡677人），已於9月6日晚間向總統馬英九請辭並獲准，於9月10日率領內閣總辭，此前劉兆玄曾於8月中旬向馬英九請辭，但馬英九以救災為重為由予以婉拒。9月19日總統馬英九頒贈中正勳章。2009年9月10日正式內閣總辭，由吳敦義接任院長，除三長之外，新內閣原則性留任大部分閣員。
施政績效及報導
2010年五月，洛桑管理學院發布世界競爭力（IMD）2009年評比報告，台灣排名第八。其中，台灣的企業效能躍升到第3名，政府效能躍升到第6名皆是台灣有史以來最好的成績。2010年，台灣的GDP回彈為11%，消費卷獲民眾支持，其實際經濟效益不易準確計算與事前估計有落差，但在2009年春節期間提振了景氣，讓國人好好過了個年，自殺人數反而比往年減少了50人。

### 卸任行政院長後
2010年1月14日接任國家文化總會（後更名為中華文化總會）會長，為首位非總統兼任的專任會長，完成了兩岸合編繁簡字詞並列的「中華語文大辭典」，建立中華語文知識庫，舉辦台灣大師系列畫展、推出「走讀台灣」叢書，與大陸輪流舉辦「兩岸漢字藝術節」，將許多台灣藝術家推向世界舞台。2016年11月，會長任期屆滿前，因新會長選舉爭議，公開在媒體上離職。 2015年底創立的中華文化永續發展基金會，以民間力量推動藝文、教育活動，並以王道思想為基礎評量各國永續發展之表現，創建「王道永續指標」（WDSI） ，致力於發揚中華文化精髓。
因與已故好友新能源科技總裁陳棠華的一場未竟之約，劉兆玄造訪了該企業在福建寧德的總部而激起了創作靈感。距1968年封筆相隔46年，2014年以「上官鼎」筆名獨立創作，重出江湖，出版武俠小說《王道劍》，5冊88萬字，以明朝「靖難之變」真實歷史，六百年來始終下落不明的皇帝——明惠帝的逃亡，帶出一段悟王道悟武俠的故事。《王道劍》出版即在銷售排行榜取得亮眼成績，連續數年名列國圖借閱排行榜武俠小說類前位 。 2015年出版的長篇抗戰小說《雁城諜影》，以五位高中女生角度來描述中華民國空軍以及對日抗戰中最重要的戰役衡陽保衛戰。2016年底現代推理動作小說《從台灣來》描述三位來自台灣的主人翁，在俄羅斯索契冬奧會前夕被捲進一樁牽涉庫德人及美俄強權之間錯綜的政治角力。2018年初出版科幻政治小說《阿飄 》，將視角拉到台灣總統府、立法院、美國白宮和五角大廈，敘述政治制度崩壞、權錢交易等民主亂象。作品入選2018亞洲週刊二岸三地及新馬的十大華文作家小說推薦。2020年《妖刀與天劍》囊括了歷史、武俠、現代商場三種題材，以「背叛」為主軸將三個不同時代、三個不同國家族群的虛實故事連結貫穿，其後記自承了作者與鄭成功家族的血脈關係。

## 媒體事件
2006年10月，時任東吳大學校長的劉兆玄被爆出與電視政論節目名嘴尹乃菁同遊陽明山，並在冷水坑停車場停下，報載兩人待了65分鐘之久，之後劉兆玄開車送尹乃菁回家。對此劉兆玄表示與尹乃菁只是好朋友，與尹乃菁只是聊「國家大事」。尹乃菁則稱是在談國民黨機密。

## 荣誉

### 中华民国勋章奖章
- 一等景星勋章（2000年5月16日于台北总统府颁授[38]）
- 中正勋章（2009年9月15日于台北总统府颁授[39]）

### 外国勋章奖章
- 国鸟大十字勋章（危地马拉，2008年10月8日于台北总统府颁发) [40][41]

## 小說創作

### 代筆續完作品
- 《劍毒梅香》為古龍早期作品，1960年由國華出版、清華經銷，只寫四集、十四回。後來古龍要求寫稿酬勞上漲沒有結果，放棄寫作，清華緊急徵求代筆。1960年12月至1961年改由上官鼎代筆五 ~ 十五集。不過，根據古龍說法，當時只是短暫拖稿，清華出版社卻很快就請了上官鼎代筆，古龍看上官鼎續集寫得不錯，也就樂觀其成。

### 前期
- 《蘆野俠蹤》1960年出版
- 《鐵騎令》1961年出版，1995年再版
- 《沉沙谷》1961年出版
- 《長干行》1961年出版
- 《烽原豪俠傳》1962年出版，1996年再版
- 《七步干戈》1963年出版
- 《俠骨關》1964年出版
- 《金刀亭》1966年出版

### 後期
- 《王道劍》2014年遠流出版
- 《雁城諜影》2015年遠流出版
- 《從台灣來》2016年遠流出版
- 《阿飄》2018年時報出版
- 《妖刀與天劍》2020年遠流出版
- 《變法》2021年時報出版
- 《台灣「烏克蘭計畫」》2024年時報出版（《從台灣來》系列故事）

## 家族
- 父
  - 劉國運：湖南人，空軍二級上將（1967年病逝）。其官舍日後改建為國運新城。
- 母
  - 鍾畹芳：師範畢業。2016年逝，享壽106歲。
- 兄:
  - 劉兆寧（大哥）：台大學士，美國伊利諾大學香檳分校電腦博士，教授。IBM研究經理。
  - 劉兆華（二哥）：台大學士，美國伊利諾大學香檳分校博士，IBM公司會計總管，1991年歿。
  - 劉兆漢（三哥）：台大學士，美國布朗大學電機博士，中華民國中央研究院院士，美國國家工程院院士，曾任教於美國伊利諾大學香檳分校電機與電腦工程學系20餘年、並曾任國立中央大學校長及中央研究院副院長。
  - 劉兆藜（四哥）：台大地質學系學士，美國伊利諾大學香檳分校博士，教授。美國地質調查所同位素實驗室主任。2012年歿。
- 弟
  - 劉兆凱：台大電機系學士，美國伊利諾大學香檳分校電機與電腦工程博士，現任東元電機董事長。
- 妻子
  - 錢明賽：新竹女中畢業，台大植物系學士，加拿大多倫多大學生化博士，任職新竹食品工業研究所，擔任檢驗技術研發及服務中心主任。1984年第十屆十大傑出女青年。
- 兒女
  - 劉正薇：世新大學畢業，記者，前華視新聞部經理[42]。
  - 劉正芸：現任職於美國斯坦福大學，副教授。
  - 劉正豪：美國德州大學奧斯汀分校化學博士